# Mont Sainte-Anne (Percé)
Pour les articles homonymes, voir Mont Sainte-Anne (homonymie).
Le mont Sainte-Anne est une montagne canadienne faisant partie des monts Chic-Chocs dans les Appalaches située à Percé sur la péninsule gaspésienne dans la région de la Gaspésie–Îles-de-la-Madeleine au Québec. Son altitude est estimée à 340 mètres.
Le mont Sainte-Anne est un des éléments majeurs du site patrimonial de Percé.

## Géographie
Le mont Sainte-Anne est un bloc de conglomérat de la période du Carbonifère (entre 280 et 345 millions d’années), d’une altitude de 340 mètres. Il se dresse, tel un immense amphithéâtre, sur la baie de Percé. Son sommet déploie un vaste éventail panoramique de sa côte, son rocher, son île, ses anses, ses caps et ses falaises, bien ancrés dans l’eau du golfe du Saint-Laurent.

## Histoire
Aux XVIe et XVIIe siècles, on l’appelait la Table-à-Rolland à cause de son sommet plat et carré. Son élévation importante et surtout, sa visibilité du large à plus de 100 km de la côte, en firent le point de repère par excellence des nombreux marins basques, néerlandais, bretons et normands. À l’été de 1676, Pierre Denys de La Ronde, premier seigneur de Percé, dénombra 500 pêcheurs de molüe (morue) au havre de l’Isle Percée. C’est ainsi, qu’au gré du temps et des marées, ce phare naturel devint mieux connu des marins sous le vocable de Sainte-Anne, patronne des pêcheurs.
De tout temps, le mont Sainte-Anne inspira le recueillement. Une fois l’an, les Amérindiens Micmacs s’y rassemblaient pour en faire l’ascension, afin de présenter au dieu Soleil, les enfants de leur tribu, nés au cours de l’année,. Bien avant son acquisition par le diocèse de Rimouski, en 1884, qui en fit un centre de pèlerinage régional, les percésiens ont, à différentes époques, érigé en son sommet, croix et monuments dédiés à sainte Anne. Le pèlerinage annuel du 26 juillet, fête de sainte Anne, inauguré en 1892, se perpétua jusque dans les années soixante.